# 里見成義
里見 成義（さとみ しげよし）は、室町時代後期の武将。安房里見氏2代目当主とされる人物。名前は義成（よししげ）とも記される。後世に編纂された系譜や軍記物にその名が見られるが、史料上で実在したという裏づけが取れないため、系譜に付け加えられた架空の人物とする説が主流となっている。しかし成義の存在を架空とすると、里見氏の系譜関係を著しく不自然にする事情などから、実在を支持する説もある。

## 系譜上の里見成義
系譜上の里見 成義は、安房里見氏2代当主。里見義実の長男である。諱の「成」の字は古河公方足利成氏から拝領したものとされている。
名前に関して、大野太平は成義が正しいとするが、佐藤博信はこれを疑問視し義成の可能性が高いとする。
稲村城を築城、上総国への進出をおこなった。また娘を正木時綱に嫁がせ、正木氏と縁戚関係を結んだ。
男子には里見義通（長男）、里見実堯（次男）がいる。成義が没すると、義通が第3代当主となった。

## 里見成義の実在に対する疑義
里見成義が発給した文書は存在せず、伝えられる事跡についても裏づけを取ることができるものはない。しかしながら、重永卓爾は上総国光福寺や高野山西門院に現存する義成と署名された古文書を里見義成（成義）が発給したものではないかと指摘している。この重永の指摘に対して、滝川恒昭は夷隅地域で領主権を行使し、しかもその花押が戦国時代後期に一般的に流行したものであることを考えると里見ではなく、土岐義成の文書の可能性が高いと反論をしている。
「成」の字が足利成氏の片諱とする見方について佐藤博信は、里見氏歴代当主が名乗った「義」が里見氏を含めた新田・足利一族の通字であることから、更なる片諱の拝領の可能性を疑問視している。名前（ひいては人物そのもの）の創作である証拠とする。
近年では、成義は何らかの必要性があって加えられた作為的な架空の人物とし、義通・実堯兄弟は初代・義実の実子であったとする見方が有力である。

## 里見成義を題材とした作品
曲亭馬琴の読本『南総里見八犬伝』には、「里見義成」として登場する。